# Igor Taševski
Igor Taševski (Belgrado, 27 luglio 1972) è un allenatore di calcio ed ex calciatore serbo, di ruolo difensore. Vice allenatore del Mohun Bagan SG.

## Palmarès

### Giocatore

#### Competizioni nazionali
- Campionato serbomontenegrino: 1

Partizan: 1995-1996, 1996-1997
- Coppa di Serbia e Montenegro: 1

Partizan: 1997-1998